# Affonsea bahiensis
Affonsea bahiensis är en ärtväxtart som beskrevs av Vinha. Affonsea bahiensis ingår i släktet Affonsea och familjen ärtväxter. Inga underarter finns listade i Catalogue of Life.